# 金貞淑
金 貞淑（キム・ジョンスク、朝鮮語: 김정숙、1930年 - ）は、朝鮮民主主義人民共和国の女性政治家。朝鮮労働党中央委員会委員、朝鮮対外文化連絡協会委員長、最高人民会議外交委員会委員、朝鮮民主青年同盟中央委員会副委員長、朝鮮職業総同盟中央検査委員会副委員長、民主朝鮮責任主筆などを歴任。
北朝鮮の初代最高指導者である金日成主席のいとこ。妹に金信淑（楊亨燮の妻）がいる。副首相を務めた許錟は夫。金日成の側近として金正日総書記の世襲に寄与した。

## 経歴
1930年に日本統治下の平壌で生まれた。1954年に青年組織である朝鮮民主青年同盟副委員長に就任した。1961年に朝鮮社会主義労働青年同盟に改称された際にも副委員長に留まった。朝鮮キューバ連帯委員会副委員長などを経て1971年に朝鮮職業総同盟中央検査委員会副委員長に就任した。1982年には最高人民会議第7期代議員に選出され、1986年には政府機関紙の民主朝鮮責任主筆に就任した。1988年には朝鮮労働党中央委員会委員候補に補選され、1993年に最高人民会議外交委員会委員に選出された。2010年9月には党中央委員会委員に選出され、第7回平壌国際科学技術文献展覧会組織委員長に就任した。2011年には金日成主席の生誕100周年を記念して組織された金日成100周年記念国際準備委員会副委員長に就任した。金日成・金正日を称える白頭山偉人称賛大会の共同委員長に就任した。2017年4月11日に開催された最高人民会議第13期第5回会議で19年ぶりに復活した外交委員会の委員に選出された。同年8月15日に開催された金日成・金正日を称える白頭山偉人称賛大会の北朝鮮側準備委員会委員長に就任した。
2019年3月10日に実施された最高人民会議第14期代議員選挙で代議員に再選され、同年4月11日に開催された最高人民会議第14期第1回会議で最高人民会議外交委員会委員に選出された。
2021年1月5日から開催された朝鮮労働党第8次大会で党中央委員会委員から脱落した。同年12月22日に離任の挨拶にきた李進軍駐朝中国大使と崔龍海最高人民会議常任委員会委員長との面談に同席した徐虎元が対外文化連絡協会委員長として報道されたことから、委員長職を解任されていたことが判明した。

## 参考サイト
- 북한정보포털